# Kasavireddihalli, Mulbagal
Kasavireddihalli là một làng thuộc tehsil Mulbagal, huyện Kolar, bang Karnataka, Ấn Độ.